# 冻果错
冻果错位于中国西藏自治区那曲市尼玛县境内，地处尼玛县南部，波仓藏布南岸。湖面海拔4550米，面积23.9平方公里。湖水主要靠舍藏藏布补给。集水区面积1610平方公里。湖水从东部流出注入波仓藏布。